# Мала Врбица (Младеновац)
Мала Врбица је насеље у општини Младеновац у Граду Београду. Према попису из 2022. било је 305 становника.

## Историја
Мала Врбица са Америћем 1921. године чинило једну политичку општину. По попису (Државна Статистика) из 1921. године. Мала Врбица је, заједно са Америћем, имала 176 кућа са 1120 становника.
Врбица је насеље новијег датума. Свакако је основана почетком 19. века У „Списку свих алија Београдске Нахије налазећих се у 1834. г.“ под Н.10 (Државна Архива, Београд) помиње се алија“ ('земља која је после одласка Турака припадала Србима )
Врбица са „ 78 дана ораће земље, завата 37 дана, косанице 74 ко., винограда 3 мотике; остало је родна гора, но у овој гори једва да има пети тал жирородне горе, а оно друго све је млада шеварица, затим је више од пола дивјачина. На овој алији насељено је село Врбица која се из 13 кућа састоји… Речено село Врбица без ове алије може, а Амерић бити без ове алије може. У време кад је ова алија спахији принадлежала, плаћали су Врбовчани 40 гроша“. 

Предање помиње неког Белог Спахију, за кога вели да је ова алија била његова. Осим тога, предање вели, да је он алију хтео да прода Америћима „за 200 гроша и оке масла“, Али они то нису могли да плате те је она тако припадала Врбовчанима.
Као најстарија породица у село сматрају се Грујићи и Борићи чији су преци дошли по једнима од Битоља; а по другима од дечана најпре у Планиницу (колубарски срез) па отуда у Врбицу; затим Жујовићи, Јаношевићи Марковићи срарино из Босне. (подаци крајем 1921. године).

## Демографија
У насељу Мала Врбица живи 308 пунолетних становника, а просечна старост становништва износи 43,0 година (41,4 код мушкараца и 44,8 код жена). У насељу има 115 домаћинстава, а просечан број чланова по домаћинству је 3,19.
Ово насеље је у великим делом насељено Србима (према попису из 2002. године).
|  |

| Демографија | Демографија | Демографија |
| Година      | Становника  | Становника  |
| ----------- | ----------- | ----------- |
| 1948.       | 356         |             |
| 1953.       | 378         |             |
| 1961.       | 408         |             |
| 1971.       | 360         |             |
| 1981.       | 353         |             |
| 1991.       | 384         | 374         |
| 2002.       | 368         | 370         |

| Етнички састав према попису из 2002.‍ | Етнички састав према попису из 2002.‍ | Етнички састав према попису из 2002.‍ | Етнички састав према попису из 2002.‍ | Етнички састав према попису из 2002.‍ |
| ------------------------------------ | ------------------------------------ | ------------------------------------ | ------------------------------------ | ------------------------------------ |
|                                      |                                      |                                      |                                      |                                      |
| Срби                                 | Срби                                 |                                      | 365                                  | 99,18%                               |
| Хрвати                               | Хрвати                               |                                      | 1                                    | 0,27%                                |
| Југословени                          | Југословени                          |                                      | 1                                    | 0,27%                                |
| непознато                            | непознато                            |                                      | 0                                    | 0,0%                                 |

| Година пописа     | 1948. | 1953. | 1961. | 1971. | 1981. | 1991. | 2002. |
| ----------------- | ----- | ----- | ----- | ----- | ----- | ----- | ----- |
| Број домаћинстава | 65    | 68    | 87    | 84    | 87    | 101   | 115   |

| Број чланова      | 1  | 2  | 3  | 4  | 5  | 6 | 7 | 8 | 9 | 10 и више | Просек |
| ----------------- | -- | -- | -- | -- | -- | - | - | - | - | --------- | ------ |
| Број домаћинстава | 20 | 20 | 31 | 21 | 11 | 9 | 3 | 0 | 0 | 0         | 3,19   |

| Пол    | Укупно | Неожењен/Неудата | Ожењен/Удата | Удовац/Удовица | Разведен/Разведена | Непознато |
| ------ | ------ | ---------------- | ------------ | -------------- | ------------------ | --------- |
| Мушки  | 174    | 63               | 96           | 7              | 8                  | 0         |
| Женски | 152    | 28               | 96           | 27             | 1                  | 0         |
| УКУПНО | 326    | 91               | 192          | 34             | 9                  | 0         |

| Пол    | Укупно                    | Пољопривреда, лов и шумарство | Рибарство                            | Вађење руде и камена | Прерађивачка индустрија       |
| ------ | ------------------------- | ----------------------------- | ------------------------------------ | -------------------- | ----------------------------- |
| Мушки  | 89                        | 23                            | 0                                    | 0                    | 28                            |
| Женски | 54                        | 22                            | 0                                    | 0                    | 13                            |
| УКУПНО | 143                       | 45                            | 0                                    | 0                    | 41                            |
| Пол    | Производња и снабдевање   | Грађевинарство                | Трговина                             | Хотели и ресторани   | Саобраћај, складиштење и везе |
| Мушки  | 3                         | 3                             | 10                                   | 1                    | 10                            |
| Женски | 0                         | 0                             | 6                                    | 1                    | 0                             |
| УКУПНО | 3                         | 3                             | 16                                   | 2                    | 10                            |
| Пол    | Финансијско посредовање   | Некретнине                    | Државна управа и одбрана             | Образовање           | Здравствени и социјални рад   |
| Мушки  | 1                         | 2                             | 2                                    | 0                    | 3                             |
| Женски | 0                         | 2                             | 3                                    | 0                    | 6                             |
| УКУПНО | 1                         | 4                             | 5                                    | 0                    | 9                             |
| Пол    | Остале услужне активности | Приватна домаћинства          | Екстериторијалне организације и тела | Непознато            | Непознато                     |
| Мушки  | 3                         | 0                             | 0                                    | 0                    | 0                             |
| Женски | 1                         | 0                             | 0                                    | 0                    | 0                             |
| УКУПНО | 4                         | 0                             | 0                                    | 0                    | 0                             |

## Познати мештани
- Чедомир Дуњић (1881-1952) бригадни генерал Југословенске војске, учесник Балканских ратова, Првог светског рата и Априлског рата, носилац Карађорђеве звезде, Ордена белог орла и Албанске споменице.